# Museu del Modernisme Català
El Museu del Modernisme Català (MMCAT), també anomenat Museu del Modernisme de Barcelona (MMBCN), va ser inaugurat l'any 2010 i ocupa dues plantes d'un edifici modernista de l'arquitecte Enric Sagnier, al carrer de Balmes 48, de Barcelona. Mostra 350 obres, entre pintures, escultures, mobiliari i vitralls, de 42 artistes representatius d'aquest corrent artístic. Les obres provenen, la gran majoria, de la col·lecció privada de la família Pinós-Guirao, i moltes són inèdites. S'hi poden trobar peces d'Antoni Gaudí, Joaquim Mir, Hermen Anglada Camarasa, Ramon Casas o Santiago Rusiñol. Els seus promotors foren el matrimoni de col·leccionistes i antiquaris Fernando Pinós i Maria Guirao, de la galeria Gothsland de Barcelona.

## Exposició permanent
A la planta superior, hi ha exposades arts decoratives majoritàriament de fusta. Principalment, l'espai es troba repartit en tres sales on hi ha respectivament l’obra de Joan Busquets i Jané, Gaspar Homar i Mezquida i Antoni Gaudí i Cornet. Malgrat que hi hagi aquestes seccions ben diferenciades, també hi ha mobiliari i arts decoratives d'altres artistes com Josep Puig i Cadafalch, Francesc Vidal i Jevellí i fins i tot, un joc de tasses del taller dels germans Masriera.
A la planta inferior, hi ha l’apartat de pintura i d’escultura. Amb relació a l’obra pictòrica, cal destacar l'espai destinat a Ramon Casas i Carbó, atès que és l'artista que aglutina més quadres. Tanmateix, en l'àmbit pictòric cal remarcar les obres de Lluís Graner Arrufí, Roman Ribera Cirera, Pere Borrell del Caso, Gaspar Camps, Martí Alsina, Alexandre de Riquer, Laureà Barrau i Joan Brull. Amb referència a l'escultura, el pes recau sobre dues figures, ja que són els escultors dels quals es disposa més obra: per una banda, Josep Llimona i Bruguera i per l'altra, Lambert Escaler i Milà. A més a més, hi ha escultures de Miquel Oslé, Miquel Blay, Eusebi Arnau i Enric Clarasó.
Convé saber que les arts decoratives s'hi troben tant a la planta superior com a la planta inferior. Anteriorment, s'han destacat les arts decoratives en fusta. De la mateixa manera, cal ressaltar la presència de les arts decoratives en vidre. Per exemple, hi ha vitralls d'Antoni Rigalt i Blanch, Joaquim Mir, Frederic Vidal i Francesc Vidal i Jevellí.

## Exposicions temporals
Des del 2015, el Museu del Modernisme Català ha organitzat diverses exposicions temporals on s'ha exposat obra de Lluïsa Vidal, Ramon Casas i Santiago Rusiñol. A més a més, se n'han realitzat de temàtiques.
- Amb ulls de dona. Lluïsa Vidal, la pintora modernista. Barcelona: Museu del Modernisme Català, 6 de juny – 15 d’octubre de 2015.[13]
- Retrat de Barcelona. Evolució d’una ciutat. Barcelona: Museu del Modernisme Català, 26 de març – 15 d’octubre de 2015.[14][15]
- Mestres de la marqueteria. L’art en fusta. Barcelona: Museu del Modernisme Català, 20 de desembre – 28 de febrer de 2016.[16]
- Ramon Casas. La vida moderna. Barcelona: Museu del Modernisme Català, 10 de març – 3 de juliol de 2016.[17]
  - Convé destacar el catàleg de l'exposició, editat pel Museu del Modernisme de Barcelona, l’autor del qual va ser el comissari de l'exposició, Gabriel Pinós Guirao.[18]
- Les Confluences. Ramon Casas i la joieria contemporània. Barcelona: Museu del Modernisme Català, 22 de setembre – 16 d’octubre de 2016.[19][20]
- Santiago Rusiñol. Jardins d’Espanya. Barcelona: Museu del Modernisme Català, 23 de març – 9 de juliol de 2017.[21]
  - Convé destacar el catàleg de l'exposició, editat pel Museu del Modernisme de Barcelona, l'autora del qual va ser la comissària de l'exposició, Mercedes Palau-Ribes, juntament amb la col·laboració de Josep de C. Laplana, Francesc Fontbona i Margarida Casacuberta.[22]

## Nombre de visites

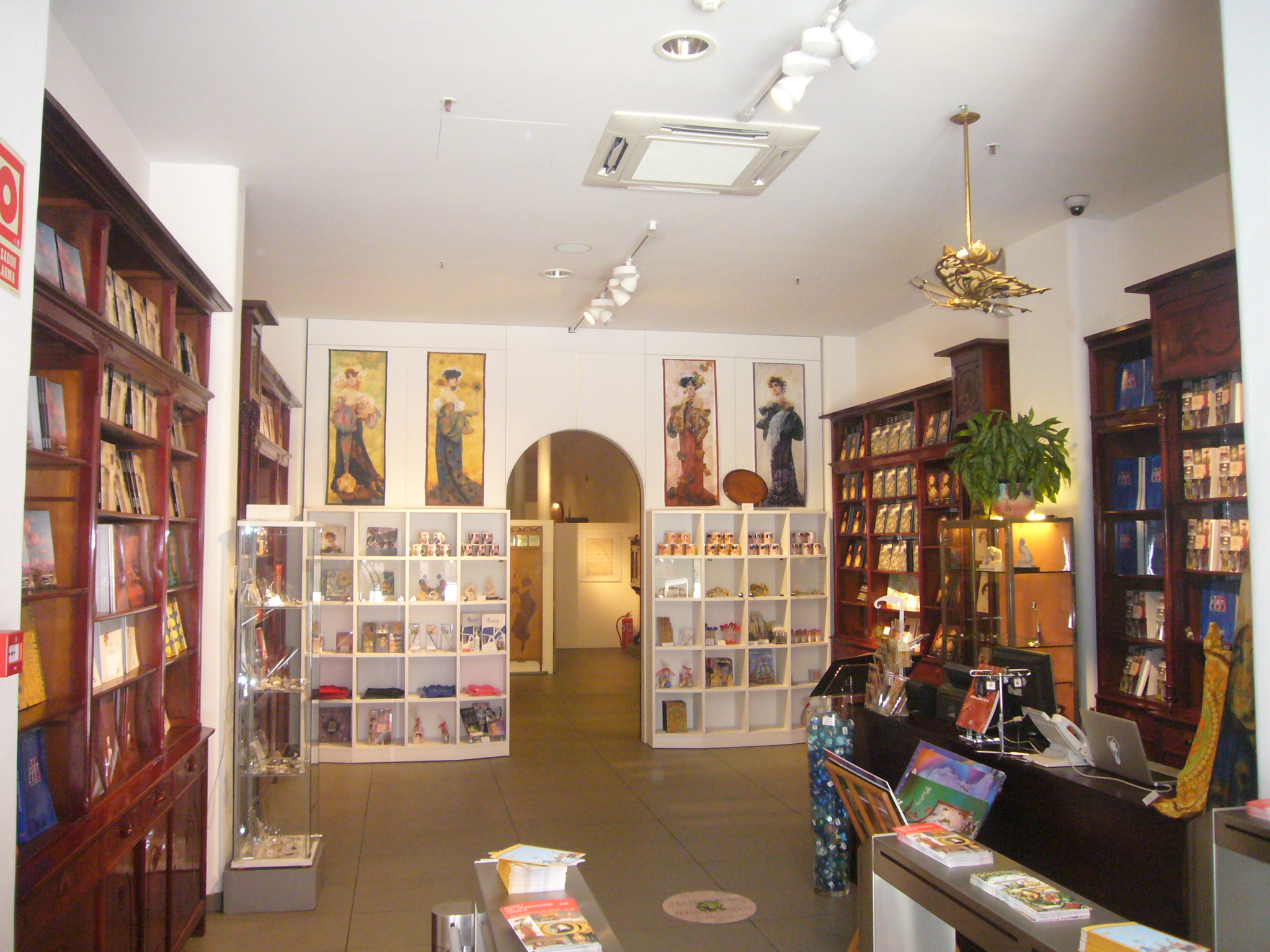
Entrada del Museu del Modernisme Català

1. 2010: 13.000 visitants[23]
2. 2011: 16.800 visitants[24]
3. 2012: 13.487 visitants[25]
4. 2013: 17.540 visitants[26]
5. 2014: 21.583 visitants[27]
6. 2015: 21.805 visitants[28]
7. 2016: 40.771 visitants[29]
8. 2017: 30.852 visitants[30]

## Galeria d'imatges

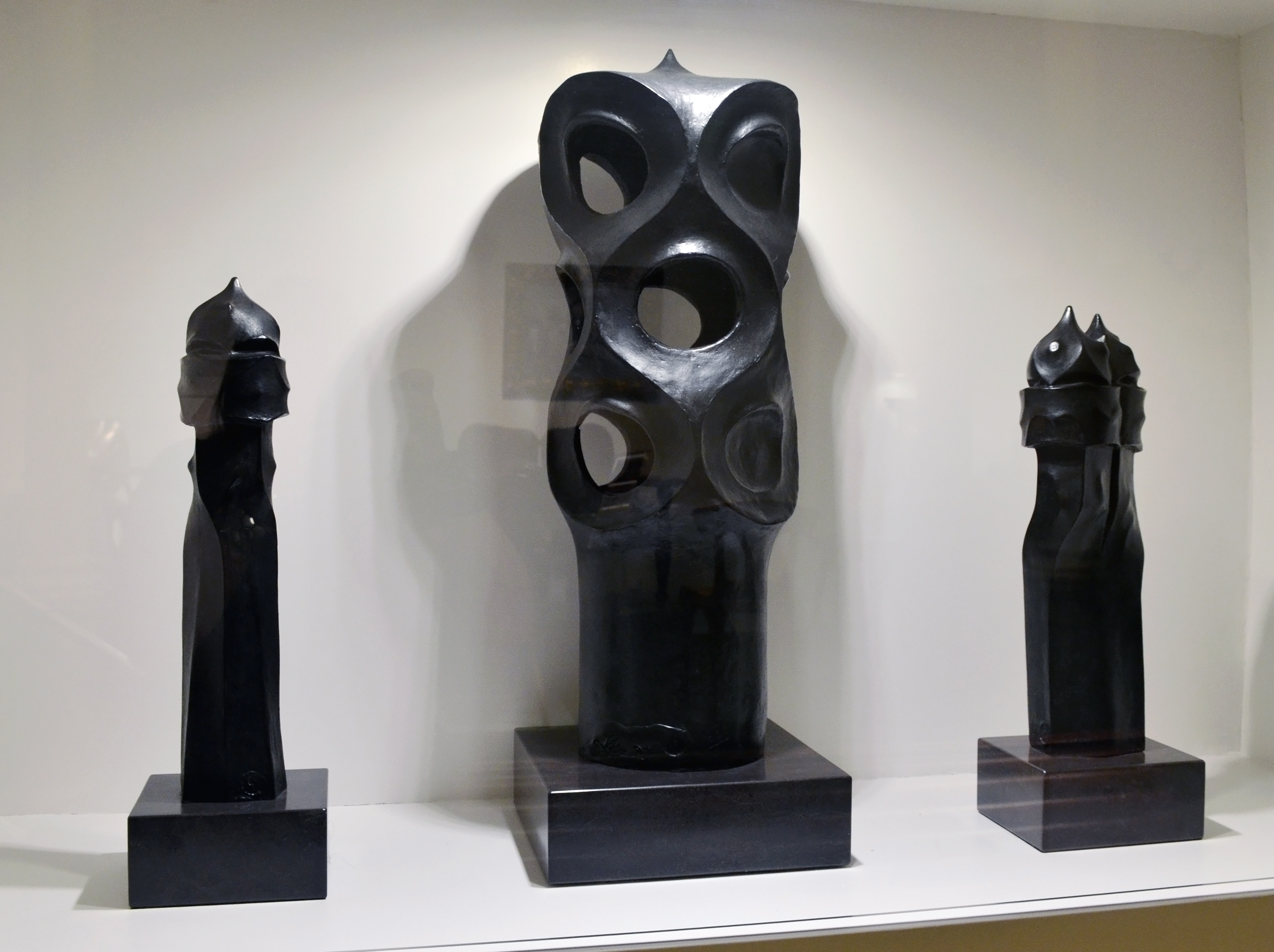
Antoni Gaudí i Cornet, Model de xemeneies dobles de la terrassa de la Casa Milà (1909), bronze
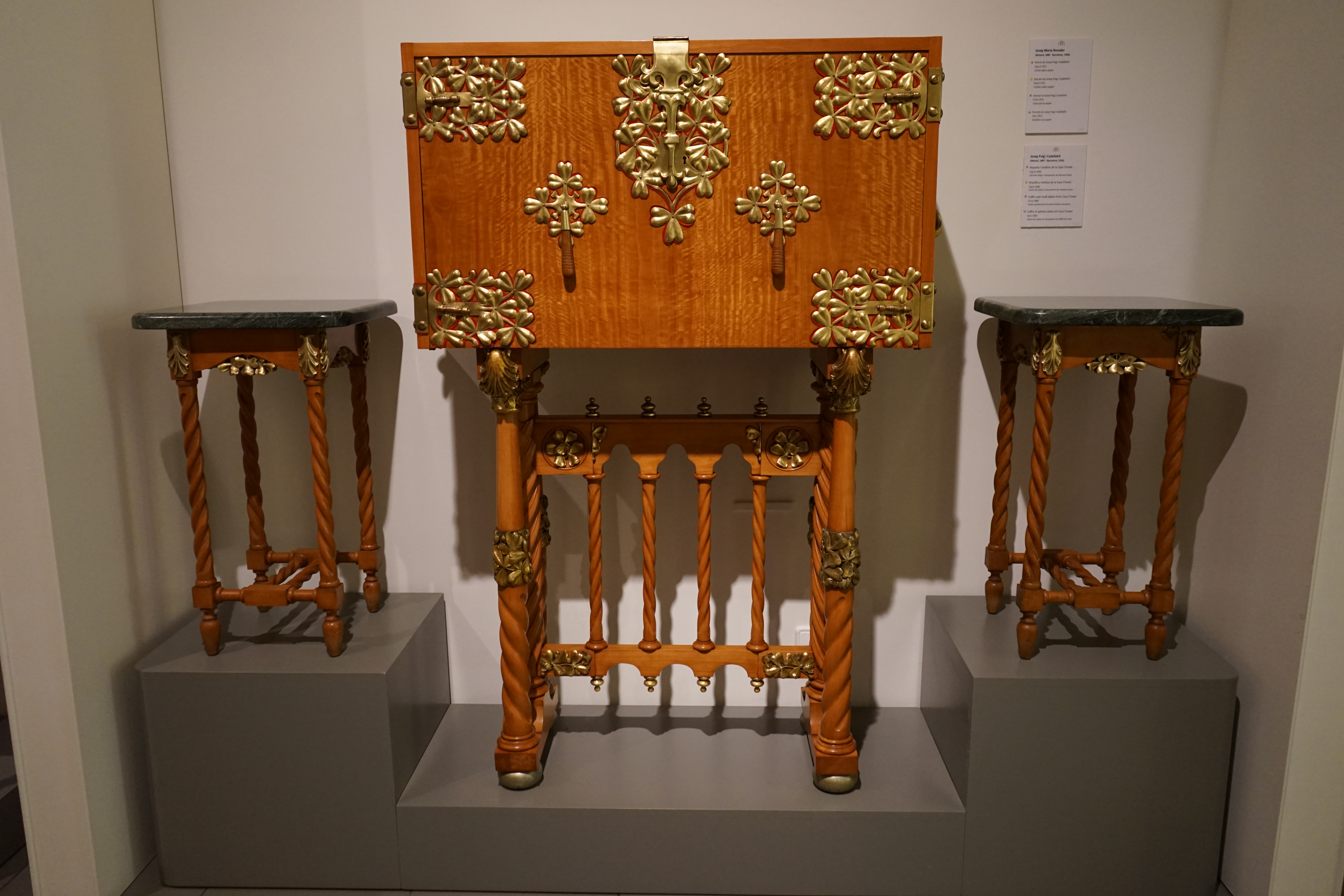
Josep Puig i Cadafalch, Arquimesa i taules petites de la Casa Trinxet (1906), fusta setinada de Ceilan amb marqueteria
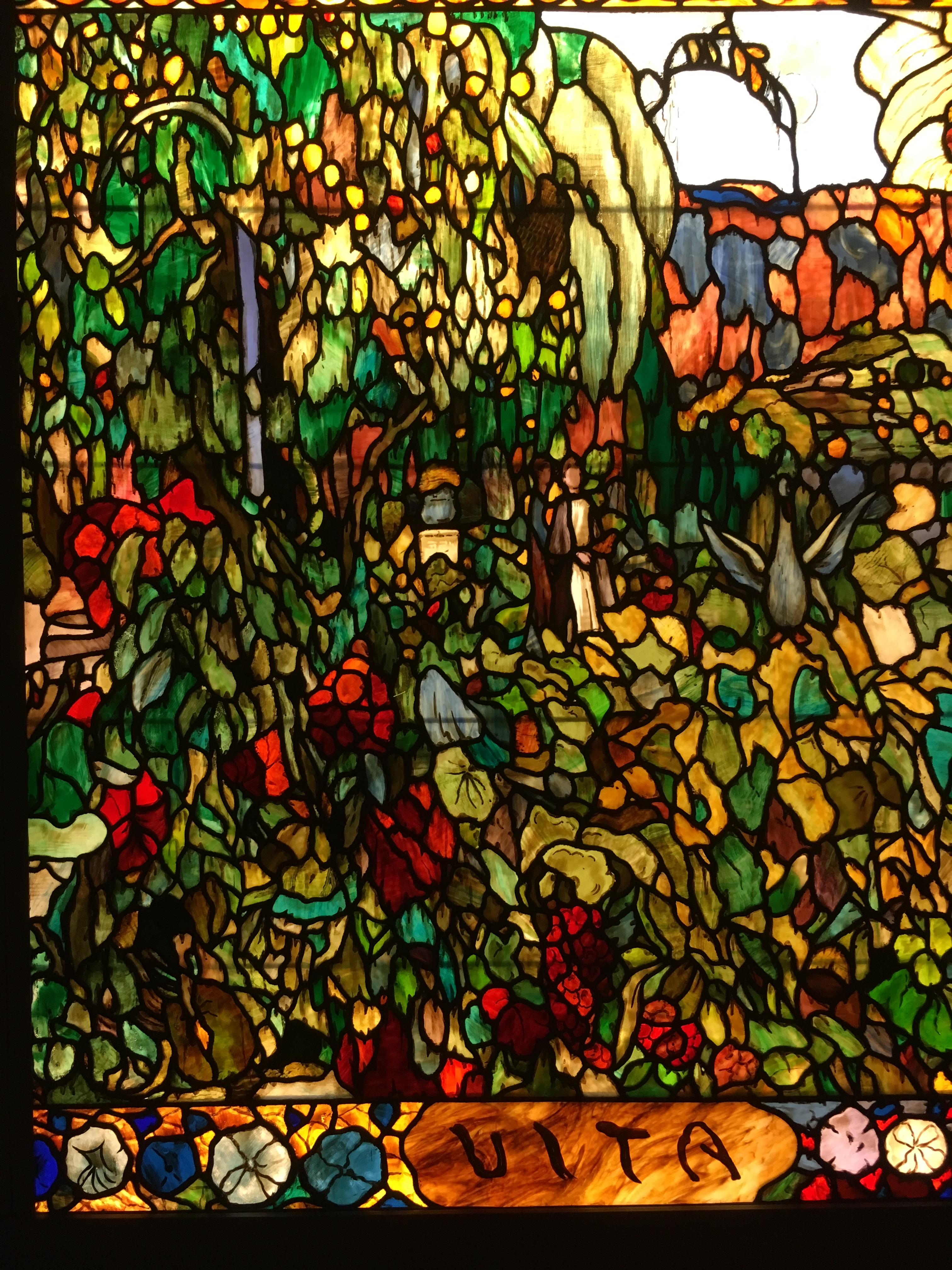
Joaquim Mir, Vita (1991), vidre emplomat i pintat
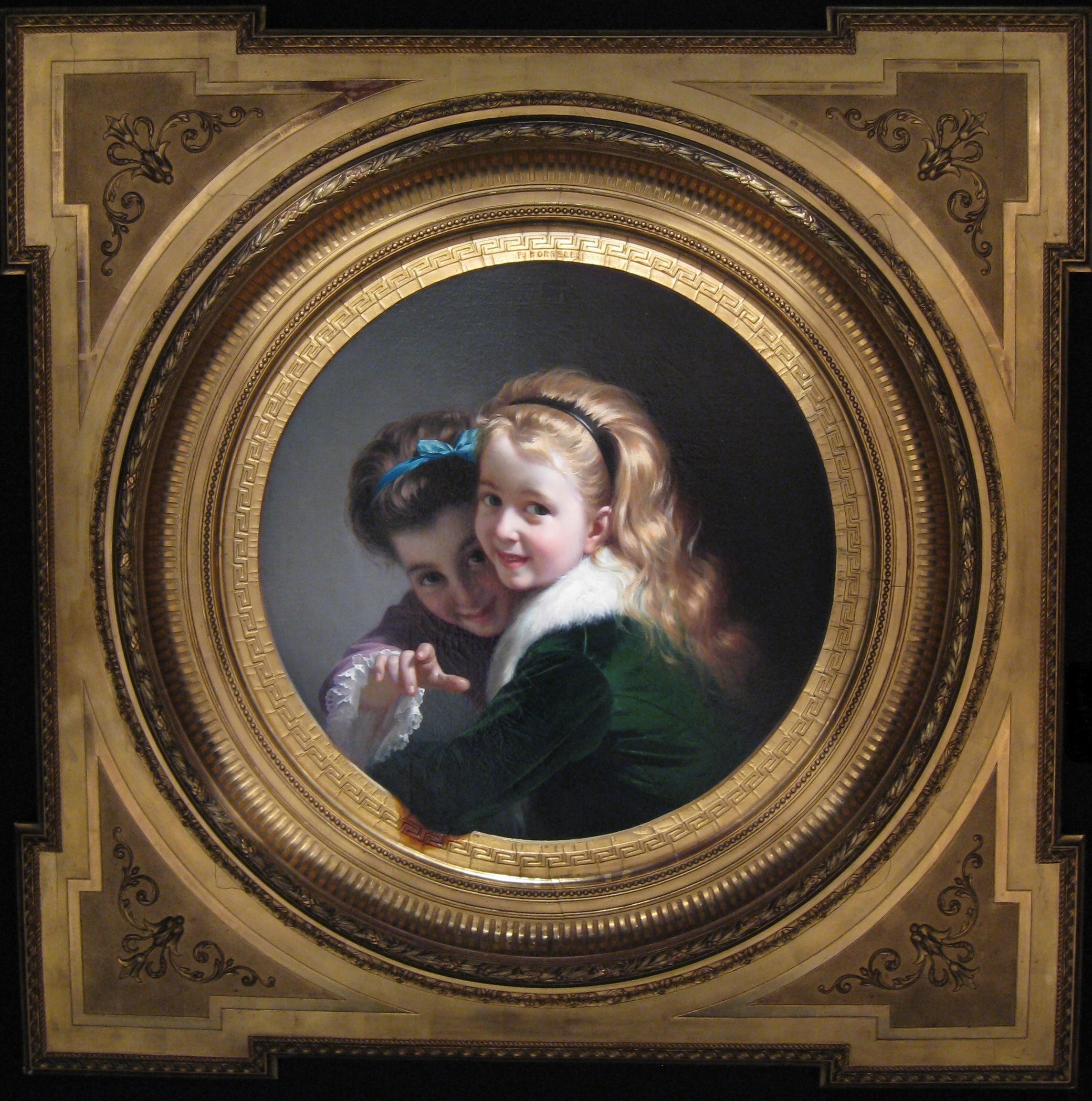
Pere Borrell del Caso, Dues nenes rient (1880), oli sobre tela
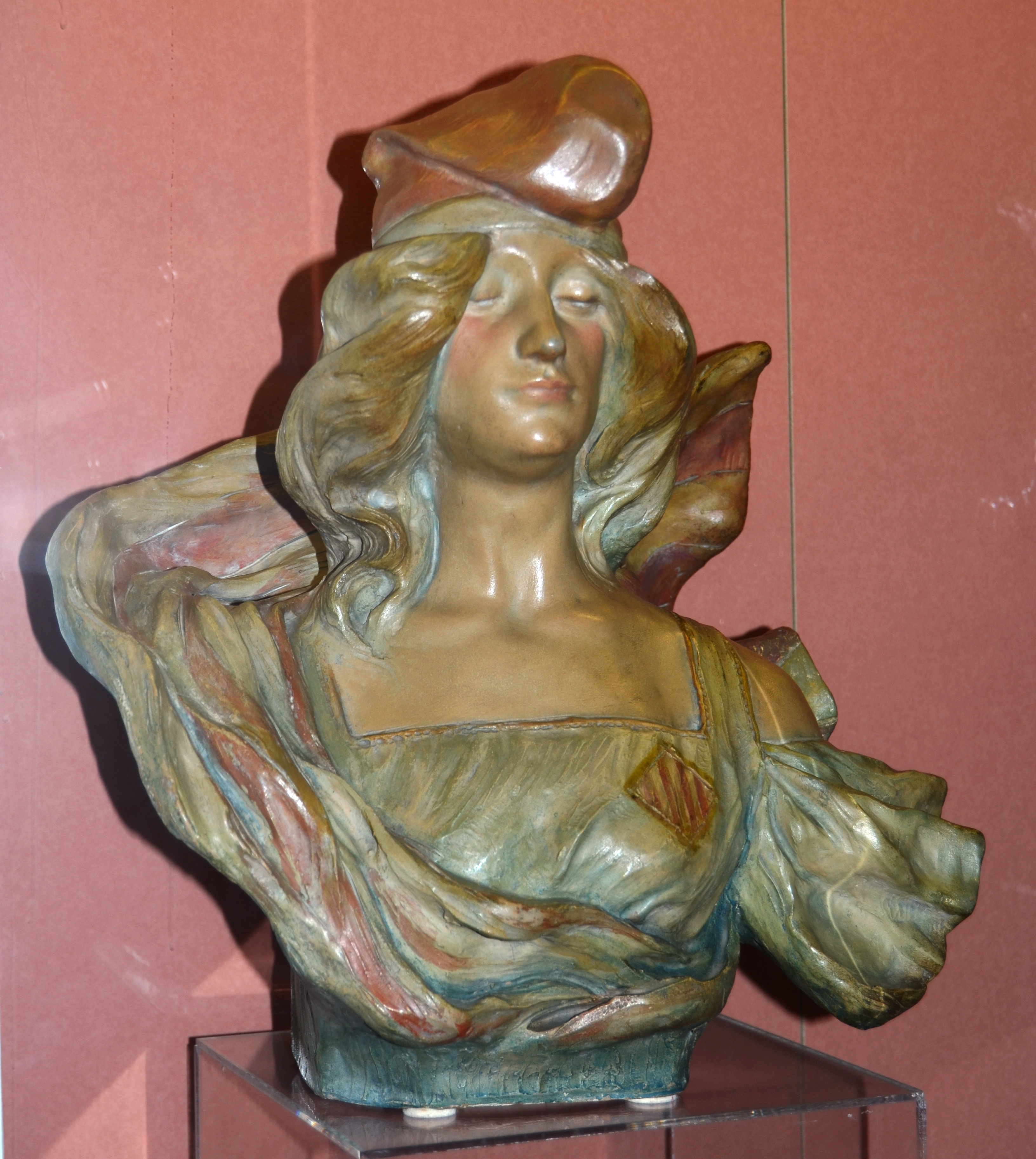
Lambert Escaler i Milà, Dolça catalana (1901), terracota policromada